# Lawrence Brownlee
Lawrence Brownlee, født 24. november 1972  Youngstown, Ohio) er en amerikansk tenor der synger i bel canto-genren.
Brownlee gav en velmodtaget koncert i Danmark i 2011.